# Carlos Paz (militar)
Carlos Alberto Paz (Buenos Aires, 20 de abril de 1953) es un militar argentino veterano de guerra de Malvinas (VGM) en situación de retiro con el grado de almirante. Fue el jefe de Estado Mayor General de la Armada (JEMGA) desde su designación el 22 de diciembre de 2011 e investidura el 27 de diciembre de ese año, hasta su relevo el 15 de octubre de 2012.
Paz al momento de su designación como JEMGA se desempeñaba como subjefe de Estado Mayor General de la Armada, cargo al cual había asumido en el 2010; previamente había desempeñado otros puestos en la plana mayor de la Armada, como director de Operaciones, Políticas y Planes de la Armada y Comando de Operaciones Navales.

## Biografía
Realizó parte de sus estudios secundarios en el Liceo Militar General San Martín, dependiente del Ejército Argentino. Ingresó, terminada la secundaria, a la Escuela Naval Militar en 1969. Cuatro años después, se egresó como guardiamarina de la Flota Naval en 1973.
A poco de regresar a la Argentina tras realizar capacitaciones en el exterior en los años ochenta, durante la Guerra de las Malvinas, sirvió como jefe de Comunicaciones de la Fuerza Aeronaval en Operaciones. Fue distinguido por la Armada y el Congreso de la Nación por su participación en la guerra.
Prestó servicios como Jefe de la Central de Informaciones de Combate (CIC) entre 1988 y 1990. Completó también, paralelamente en aquel período, la ejecución de dos campañas navales antárticas.
En 1992 ejerció la dirección de la ARA Intrépida, en la Agrupación de Lanchas Rápidas. En 1993 se desempeñó como profesor en escuelas militares paraguayas, por lo que fue distinguido por el ministerio de Defensa paraguayo y la Armada Paraguaya.
Durante 2001 y 2002 fue agregado naval en Chile; donde también fue distinguido. Fue Jefe de Políticas y Estrategia de la Armada durante los años 2004 y 2005. Entre 2006 y 2008, con la jerarquía de Contraalmirante, cumplió funciones como Director de Operaciones, Políticas y Planes de la Armada.
Más tarde, ya como vicealmirante fue el comandante de Operaciones Navales entre 2009 y 2010, puesto que abandonó para asumir como subjefe de Estado Mayor General de la ARA (SUBJEMGA).

### Designación como JEMGA
En diciembre de 2011, a raíz del procesamiento del almirante Jorge Godoy, el 22 de diciembre de 2011 fue nombrado, a través del decreto 248/2011 firmado por la presidenta Cristina Fernández de Kirchner y el ministro Arturo Puricelli, Jefe de Estado Mayor General de la Armada (JEMGA), y definía el pase a retiro de Godoy.
Asumió como titular de la Armada Argentina el martes 27 de diciembre.
Renunció al cargo el 15 de octubre de 2012, designando así al vicealmirante Daniel Alberto Martín.

## Distintivos y condecoraciones
- Distintivo Cuerpo de Comando - Orientación Superficie  (Escuela Naval Militar)
- Curso de Comando y Estado Mayor (Escuela de Guerra Naval)
- Medalla «El Honorable Congreso de la Nación a los Combatientes»
- Distintivo "Operaciones en Malvinas".